# Coccoloba mosenii
Coccoloba mosenii är en slideväxtart som beskrevs av Gustav Lindau. Coccoloba mosenii ingår i släktet Coccoloba och familjen slideväxter. Inga underarter finns listade i Catalogue of Life.